# Reprezentacja enaktywna
Reprezentacja enaktywna – wybrany spośród trzech metod sposób przedstawiający poznawany i odkrywany przez dziecko świat. Polega na odpowiedniej reakcji ruchowej na uprzednie wydarzenia. Zawiera zestaw zasad, które są następstwem konkretnych działań i ukazują odczucia dziecka w trakcie "robienia" desygnatów jakiegoś pojęcia. Reprezentacja enaktywna jest pierwotnym podłożem erudycji o świecie realnym. Na poziomie reprezentacji enaktywnej myślenie to czynności motoryczne do których nie wykorzystujemy słów ani obrazów. Dziecko komunikujące się przez reprezentację enaktywną robi to za sprawą gestów i działań.
Według J.Brunera system enaktywny jest jednym z trzech sposobów wewnętrznej reprezentacji świata w naszym umyśle. Nie wykorzystuje on ani obrazów ani słów. Np. dla dziecka reprezentacja enaktywna zabawki to bawienie się – ruchy wykonywane w trakcie zabawy stanowią wewnętrzną reprezentację zabawki. Reprezentacje enaktywne mają miejsce przez całe życie, a przejawiane są wieloma czynnościami motorycznymi (np. w pływaniu, rzucaniu piłką, czy w jeżdżeniu na rowerze), których uczymy się poprzez praktykę, ale które nie są wewnętrzną reprezentacją przez słowa lub obrazy.